# 忠清北道 (日治時期)
忠清北道（日语：／ Chūsei-hoku-dō；：／ Chungcheongbuk-do）是朝鮮日治時期行政區劃，相當于今韩国忠清北道。

## 人口
昭和11年現住戶口調査
- 總人口　907,055人
  - 日本人　8,598人
  - 朝鮮人　897,736人
  - 其他　721人

## 行政區劃
昭和11年（1936年）当時

### 郡
- 清州郡
  - 清州邑、四州面、琅城面、米院面、加德面、南一面、南二面、文義面、賢都面、芙蓉面、江西面、江内面、江外面、玉山面、栢倉面、北二面、北一面
- 報恩郡
  - 報恩面、俗離面、馬老面、炭釜面、三升面、水汗面、懷南面、懷北面、内北面、山外面
- 沃川郡
  - 沃川面、東二面、安南面、安内面、青城面、青山面、伊院面、郡西面、郡東面
- 永同郡
  - 永同面、龍山面、黄澗面、黄金面、梅谷面、上村面、楊江面、龍化面、鶴山面、陽山面、深川面
- 鎮川郡
  - 鎮川面、德山面、草坪面、文白面、栢谷面、梨月面、万升面
- 槐山郡
  - 槐山面、甘勿面、長延面、上芼面、延豐面、七星面、文光面、青川面、清安面、曾坪面、道安面、沙梨面、沼寿面、佛頂面
- 陰城郡
  - 陰城面、蘇伊面、遠南面、孟洞面、大所面、三成面、金旺面、笙極面、甘谷面
- 忠州郡
  - 忠州邑、沙味面、利柳面、周徳面、薪尼面、老隱面、仰城面、可金面、金加面、東良面、山尺面、嚴政面、蘇臺面
- 堤川郡
  - 堤川面、錦城面、清風面、水山面、德山面、寒水面、白雲面、鳳陽面、松鶴面
- 丹陽郡
  - 丹陽面、大崗面、佳谷面、永春面、魚上川面、梅浦面、赤城面

## 歷任首長

### 長官
| 任次 | 肖像 | 姓名 (生–卒)       | 在任時間      | 在任時間      | 備註 |
| ---- | ---- | ------------------ | ------------- | ------------- | ---- |
| 1    |      | 鈴木隆 (1849–)     | 1910年10月1日 | 1916年3月28日 |      |
| 2    |      | 柳赫魯 (1851–1945) | 1916年3月28日 | 1917年6月13日 |      |
| 3    |      | 張憲植 (1869–1950) | 1917年6月13日 | 1919年8月20日 |      |

### 知事
| 任次 | 肖像 | 姓名 (生–卒)           | 在任時間       | 在任時間       | 備註       |
| ---- | ---- | ---------------------- | -------------- | -------------- | ---------- |
| 1    |      | 張憲植 (1869–1950)     | 1919年8月20日  | 1921年2月12日  |            |
| 2    |      | 米田甚太郎 (1875–1938) | 1921年2月12日  | 1923年2月24日  |            |
| 3    |      | (1872–1959)            | 1923年2月24日  | 1925年3月31日  | 朴忠重陽   |
| 4    |      | 金潤晶 (1869–1949)     | 1925年3月31日  | 1926年8月14日  | 淸道金次郞 |
| 5    |      | 韓圭復 (1881–1967)     | 1926年8月14日  | 1929年11月28日 | 井垣圭復   |
| 6    |      | 洪承均 (1885–1948)     | 1929年11月28日 | 1931年9月23日  |            |
| 7    |      | 南宮營 (1887–1939)     | 1931年9月23日  | 1935年4月1日   |            |
| 8    |      | 金東勲 (1886–1947)     | 1935年4月1日   | 1939年4月26日  | 金原邦光   |
| 9    |      | 俞萬兼 (1889–1944)     | 1939年4月26日  | 1940年9月2日   |            |
| 10   |      | 伊藤泰彬 (1886–)       | 1940年9月2日   | 1942年10月23日 | 尹泰彬     |
| 11   |      | 平松昌根 (1900–)       | 1942年10月23日 | 1944年8月17日  | 李昌根     |
| 12   |      | 增永弘 (1892–1977)     | 1944年8月17日  | 1945年6月16日  | 朴在弘     |
| 13   |      | 烏川僑源 (1887–)       | 1945年6月16日  | 1945年9月8日   | 鄭僑源     |

### 附註
1. ↑  原東京府內務部長。
2. ↑  改任慶尚北道長官。
3. ↑  原京畿道知事。
4. ↑  改任中樞院參議。
5. ↑  原平安南道知事。
6. ↑  改任忠清北道知事。
7. ↑  原忠清北道長官。
8. ↑  原石川縣內務部長。
9. ↑  改任平安南道知事。
10. ↑  原黃海道知事。
11. ↑  原京畿道參與官。
12. ↑  改任中樞院參議。
13. ↑  原慶尚北道參與官。
14. ↑  改任黃海道知事。
15. ↑  原慶尚北道參與官。
16. ↑  改任全羅北道知事。
17. ↑  原慶尚南道產業部長。
18. ↑  原京畿道工業部長。
19. ↑  原平安南道參與官。
20. ↑  原江原道知事。
21. ↑  原京畿道工業部長。
22. ↑  改任慶尚北道知事。
23. ↑  改任忠清南道知事。